# Toyota Massy Dyna
Der Toyota Massy Dyna (トヨタ · マッシー ダイナ) war ein mit 3,5–4,5 Tonnen Nutzlast erhältlicher Lkw, den Toyota zwischen 1969 und 1977 als Ergänzung unterhalb des ab 5 Tonnen Nutzlast erhältlichen Toyota DA/FA100 und oberhalb des Toyota Dyna produzierte. 1977 wurde er durch zusätzliche Versionen des Hino Ranger ersetzt.

## Modellgeschichte
Der Massy Dyna wurde in Frontlenker Bauweise gebaut. Das Chassis und die Karosserie wurde von Toyota entwickelt, die Technik vom Tochterunternehmen Hino Jidōsha. Der Name bezog sich auf den kleineren auch in Frontlenker-Bauweise gebauten Toyota Dyna, während die Mechanik an den Toyota DA/FA100 angelehnt war. Ursprünglich wurde der mit drei vorderen Sitzplätzen ausgestattete Massy Dyna mit einem DQ100 Hino Reihensechszylinder 4507 cm³ Dieselmotor ausgestattet, der 105 PS (77 kW) leistete. Auch der 3878 cm³ Toyota F-Serie Benzinmotor mit 130 PS (96 kW) war erhältlich, wurde vor allem aber für Feuerwehrfahrzeuge verwendet, da sein hoher Kraftstoffverbrauch uninteressant für gewerbliche Anwender war. Nach dem im September 1969 gestarteten 4-Tonnen-Nutzlast-Modell folgte 1970 ein 3,5-Tonnen-Modell und zusätzlich ein Modell mit längerem Radstand. Das Standardmodell mit 3,5 Tonnen verfügte über einen Radstand von 3445 mm, eine Gesamtlänge von 6350 mm und ein Leergewicht von 3080 kg.
Im März 1975 wurde der Massy Dyna überarbeitet und der Name geändert in "Toyota Dyna Massy Cargo". Nun war auch ein 4,5-Tonnen-Nutzlast-Modell verfügbar, ebenso wie der neue Hino EH100 5871 cm³ Dieselmotor mit 145 PS (107 kW). Der Kühlergrill war nun weiß statt schwarz und die Scheinwerferumgebung wurde leicht verändert. Zudem gab es nun breitere Kotflügel und 3-teilige statt 2-teilige Scheibenwischer. Da der Massy Dyna nie mit großen Absatzzahlen verkauft werden konnte, wurde die Produktion 1977 zugunsten des Hino Ranger eingestellt.